# Oroscia paniensis
Oroscia paniensis är en kräftdjursart som beskrevs av Karl Wilhelm Verhoeff1926. Oroscia paniensis ingår i släktet Oroscia och familjen Philosciidae. Inga underarter finns listade i Catalogue of Life.